# Dan Boyle (Eishockeyspieler)
Daniel Denis „Dan“ Boyle (* 12. Juli 1976 in Ottawa, Ontario) ist ein ehemaliger kanadischer Eishockeyspieler, der während seiner aktiven Karriere zwischen 1998 und 2016 unter anderem 1100 Spiele für die Florida Panthers, Tampa Bay Lightning, San Jose Sharks und New York Rangers in der National Hockey League auf der Position des Verteidigers bestritten hat. Seine größten Erfolge feierte Boyle mit dem Gewinn der Goldmedaille bei den Olympischen Winterspielen 2010 im kanadischen Vancouver und dem Gewinn des Stanley Cups im Jahr 2004 mit den Tampa Bay Lightning. Darüber hinaus wurde der Offensivverteidiger in den Jahren 2007 und 2009 zweimal ins NHL Second All-Star Team berufen.

## Karriere
Boyle spielte während seiner Juniorenzeit zunächst von 1991 an bei den Gloucester Rangers in der kanadischen Juniorenliga Central Junior Hockey League. Im Sommer 1994 akzeptierte er ein Stipendium der Miami University. Dort spielte er neben seinem Studium für die Universitätsmannschaft in der Central Collegiate Hockey Association, einer Liga im Spielbetrieb der National Collegiate Athletic Association. Insgesamt blieb der Kanadier vier Jahre lang an der Universität. Gleich in seiner Rookiesaison erreichte er 26 Scorerpunkte in 35 Partien. In den folgenden beiden Jahren konnte er seine Punktausbeute jeweils steigern. Am Ende der Saison 1996/97 standen 54 Punkte in 40 Spielen zu Buche, ein Wert, den er selbst in seinem vierten und letzten Collegejahr nicht überbieten konnte. In den letzten beiden Spielzeiten erhielt er mehrfach Berufungen in diverse All-Star Teams der CCHA und NCAA.
Nach Abschluss der NCAA-Spielzeit wechselte der Verteidiger ungedraftet in den Profibereich. Er wurde von den Florida Panthers aus der National Hockey League unter Vertrag genommen, die ihn für den Rest des Spieljahres in ihrem Farmteam in der International Hockey League, den Cincinnati Cyclones, einsetzten. In der Saison 1998/99 setzten die Panthers den Kanadier vorerst in der American Hockey League bei den Kentucky Thoroughblades. Dort spielte er eine herausragende Saison mit 42 Punkten in 53 Spielen, die mit der Berufung zum AHL All-Star Classic, ins AHL All-Rookie Team sowie AHL Second All-Star Team und dem Debüt für die Panthers in der NHL belohnt wurde. Der endgültige Sprung in den NHL-Kader schaffte er schließlich zur Spielzeit 2000/01. Nachdem Boyle die Saison 2000/01 und die erste Hälfte des Spieljahres 2001/02 bei den Panthers verbracht hatte, wurde der offensivstarke Verteidiger innerhalb des Staates Florida für einen Draft-Pick der fünften Runde im NHL Entry Draft 2003 zum Ligakonkurrenten Tampa Bay Lightning transferiert. In Tampa erreichte Boyles Spiel in der Saison 2002/03 ein neues Level. Der Kanadier verbuchte 53 Punkte in 77 Partien, nachdem der vorherige Bestwert von 22 Scorerpunkten noch aus seinem Rookiejahr bei den Panthers datierte. Im darauffolgenden Jahr verbesserte er auch sein Spiel in der Defensive und gewann mit den Lightning am Ende der Saison 2003/04 überraschend den Stanley Cup. Während der Finalspiele geriet Boyle unfreiwillig in die Schlagzeilen, da an seinem Haus, bedingt durch einen elektrischen Kurzschluss, ein Brandschaden von 300.000 US-Dollar entstanden war.
Das folgende Jahr, dass durch den Lockout der NHL-Saison 2004/05 geprägt war, verbrachte Boyle in der schwedischen Elitserien bei Djurgårdens IF, mit denen er bis ins Playoff-Halbfinale vordringen konnte. Zum Spieljahr 2005/06 kehrte er nach Tampa zurück, wo seine Entwicklung zu einem der besten Offensiv-Verteidiger der Liga weiter voranschritt. Dies bescherte ihm eine Nominierung für das NHL Second All-Star Team in der Saison 2006/07. Kurz vor Beginn der Spielzeit 2007/08 verletzte sich der Kanadier durch einen von seinem Spind herabfallenden Schlittschuh am linken Handgelenk. Die Kufe durchtrennte drei Sehnen, die durch eine Operation im September wieder zusammengesetzt werden mussten. Als jedoch nach einer Kernspintomographie festgestellt wurde, dass zwei Sehnen nicht wieder richtig zusammengewachsen waren, musste sich Boyle im November einer erneuten Operation unterziehen, die ihn zu einer Pause bis Ende Januar 2008 zwang. Nach seinem Comeback fasste er schnell wieder Fuß, konnte aber dennoch nicht verhindern, dass die Lightning die Spielzeit als schlechtestes Team der gesamten Liga abschlossen. Obwohl er seinen auslaufenden Vertrag erst im Februar 2008 um sechs Jahre für insgesamt 40 Millionen US-Dollar verlängert hatte, ließ er im Juli 2008 eine Klausel aus selbigem streichen, die ihn vor einem Transfergeschäft schützen sollte. Wenig später wechselte er gemeinsam mit Brad Lukowich zu den San Jose Sharks, die im Gegenzug Matthew Carle, Ty Wishart sowie je einen Erstrunden- und Viertrunden-Draftpick erhielten, da sich das Franchise der Lightning nach der schwachen Saison und einem Besitzerwechsel im Umbruch befand.
Boyles Wechsel zahlte sich sowohl für ihn persönlich als auch für die San Jose Sharks aus. Unter kräftiger Mithilfe von ihm stellten die Sharks einen neuen NHL-Startrekord nach 30 Saisonspielen auf, und er selbst gehörte zur Saisonhälfte zu den punktbesten Verteidigern der gesamten Liga. Dies brachte ihm die erstmalige Einladung zum NHL All-Star Game ein. Nach sechs Jahren bei den Sharks wurde er im Juni 2014 im Tausch für ein Wahlrecht beim NHL Entry Draft 2015 an die New York Islanders abgegeben, mit denen Boyle sich aber in der Folge nicht auf einen Vertrag einigen konnte. Somit schloss er sich im Juli 2014 als Free Agent den New York Rangers an. Dort absolvierte er während der Saison 2014/15 sein 1000. Spiel in der NHL. Nach der Spielzeit 2015/16 beendete er im Oktober 2016 im Alter von 40 Jahren seine aktive Karriere.

### International
Boyle nahm mit dem kanadischen Nationalteam an der Weltmeisterschaft 2005 teil. Dort gewann er nach einer Finalniederlage gegen Tschechien die Silbermedaille. Zudem stand er im vorläufigen Aufgebot für die Olympischen Winterspiele 2006 in Turin, konnte sich letztendlich gegen die starke Konkurrenz aber nicht behaupten und stand lediglich als Reservespieler im Kader. Ebenso erhielt er im Sommer 2009 als einer von 46 Akteuren eine Einladung in das vorbereitende Trainingscamp für die Olympischen Winterspiele 2010 in Vancouver. Dort gehörte er nach der endgültigen Kaderbekanntgabe am 30. Dezember 2009 ebenfalls zum Aufgebot und gewann am Turnierende die Goldmedaille.

## Erfolge und Auszeichnungen
| - 1997 CCHA First All-Star Team - 1997 NCAA West First All-American Team - 1998 CCHA First All-Star Team - 1998 NCAA West First All-American Team - 1999 Teilnahme am AHL All-Star Classic - 1999 AHL All-Rookie Team - 1999 AHL Second All-Star Team | - 2000 Teilnahme am AHL All-Star Classic - 2000 AHL Second All-Star Team - 2004 Stanley-Cup-Gewinn mit den Tampa Bay Lightning - 2007 NHL Second All-Star Team - 2009 Teilnahme am NHL All-Star Game - 2009 NHL Second All-Star Team - 2011 Teilnahme am NHL All-Star Game |

### International
- 2005 Silbermedaille bei der Weltmeisterschaft
- 2010 Goldmedaille bei den Olympischen Winterspielen

## Karrierestatistik

### International
Vertrat Kanada bei:
- Weltmeisterschaft 2005
- Olympischen Winterspielen 2006
- Olympischen Winterspielen 2010

(Legende zur Spielerstatistik: Sp oder GP = absolvierte Spiele; T oder G = erzielte Tore; V oder A = erzielte Assists; Pkt oder Pts = erzielte Scorerpunkte; SM oder PIM = erhaltene Strafminuten; +/− = Plus/Minus-Bilanz; PP = erzielte Überzahltore; SH = erzielte Unterzahltore; GW = erzielte Siegtore; 1 Play-downs/Relegation; Kursiv: Statistik nicht vollständig)